# Famille de Pardieu
Pour les articles homonymes, voir Pardieu.
La famille de Pardieu est une famille subsistante de la noblesse française, d'ancienne extraction, originaire d'Avremesnil, en pays de Caux, en Haute-Normandie. Sa filiation est suivie depuis 1458.

## Origines
Ce patronyme est cité en Normandie en 1260 par l'établissement des cordeliers d'Évreux, fondé par le chevalier Henri de Pardieu et sa femme Jeanne d'Ailly. Henri II Plantagenet, roi d'Angleterre et duc de Normandie, confirme un accord fait devant lui et en présence de Henri II (de Beaumont alias de Pardieu), évêque de Bayeux, entre le chapitre de Bayeux et Robert d'Isigny…
Vers 1200, Henri de Pardieu gouvernait le diocèse de Bayeux. Après eux, Colard (ou Nicolas) de Pardieu devint gouverneur de la ville et du comté d'Eu, Guy de Pardieu assuma la fonction de gentilhomme ordinaire de la chambre du roi Philippe Auguste.
Il n'est toutefois pas prouvé que ces personnages soient de la même famille que la famille de Pardieu qui fait l'objet de cet article.

## Histoire

### Branche d'Assigny
- David de Pardieu, seigneur d'Assigny (Seine-Maritime) et de la Pierre, capitaine et gouverneur du comté d'Eu[réf. nécessaire], fils de Jean et de Guillemette Roussel, épouse Marie de Vaudricourt en 1456. De ce mariage, naquirent deux filles : Perrine (ou Peronne)[5] de Pardieu, mariée le 23 juin 1521 avec Jehan de Mailloc (calendrier julien pour ces deux dates) et Marie de Pardieu mariée avec François de Cœurver, chevalier, seigneur du Manoir Denier.
- Gillette de Pardieu épouse Jean de Sandouville, écuyer et seigneur de Sandouville et Onveville.
- Jean I de Pardieu, seigneur de la Motte en Senghen, épouse Adrienne du Chastelet. Il achète la terre de Colomby à l'écuyer Jean du Chastelet[6].

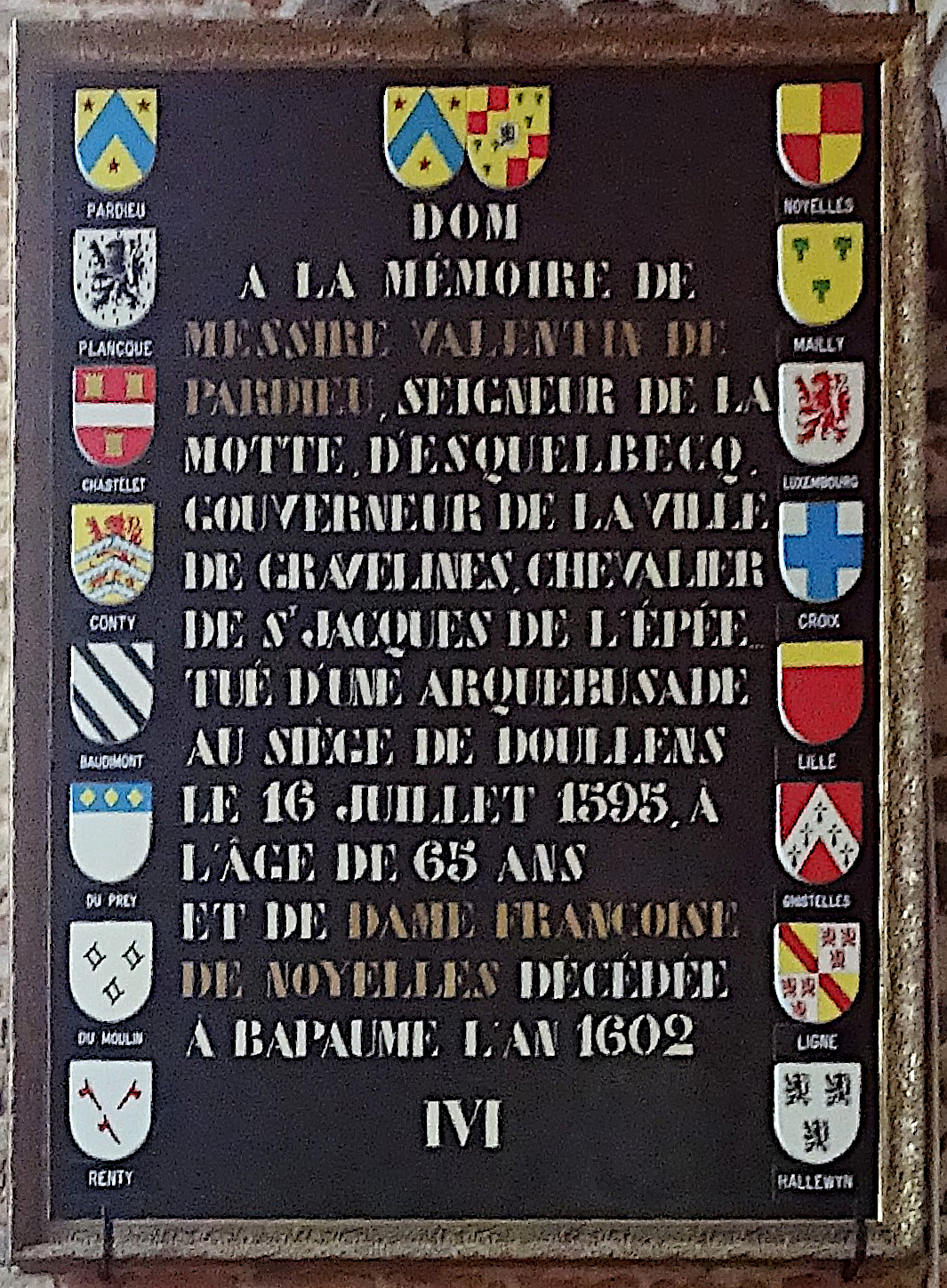
Deo optimo maximo du seigneur de la Motte Valentin de Pardieu en l'église Saint-Folquin d'Esquelbecq

- Valentin de Pardieu, seigneur de la Motte (né en 1520 ou 1521, à Saint-Omer), fils de Jean II de Pardieu et de Anne du Prez (ou Pret ou Duprey [7]). Il a épousé Françoise de Noyelles. En 1578, il participe à la bataille de Gembloux. Lieutenant général d'artillerie[réf. nécessaire], il a permis à Philippe II d'Espagne de reprendre en main la partie sud du pays, entérinant la séparation entre ce qu'on appelle aujourd'hui la Belgique et les Pays-Bas. L’Espagne catholique veut réprimer la révolte des « Gueux ». Valentin de Pardieu est chargé de cette tâche et s’en acquitte fort bien. Après quelques hésitations, il s’allie à l’Espagne en 1579 et se trouve entouré de Confédérés hostiles à sa position. Il perd un bras au siège de L'Écluse en 1587. Il lègue par testament, le 13 août 1590 à Jehan de Pardieu, fils de son oncle André de Pardieu, demeurant à Beauvais, la terre et la seigneurie de Colomby[8]. Le 15 janvier 1563, Valentin de Pardieu achète par acte à François de Moreuil (chevalier, seigneur du Fresnoy et autres lieux) la terre et seigneurie de Samette ainsi que le fief nommé « le fief de veilville Acambrone » (Acquembronne) Lumbres. Valentin de Pardieu fit bâtir dans la ville de Saint-Omer un local qu'il donna en propriété aux sœurs de Sainte-Catherine. En 1580, ces religieuses prirent possession des lieux et y firent construire une église consacrée en 1595 par l'évêque de Saint-Omer, Jean Six. À la Révolution, les sœurs de Sainte-Catherine furent dispersées. En 1791, elles étaient trente religieuses de chœur et cinq converses. (Chez les moniales, une converse est une religieuse qui fait des travaux manuels). Les révolutionnaires prirent possession du couvent et y établirent une fonderie. C'est dans ses creusets que finirent la plupart des cloches de la ville, transformées en pièces de monnaie, sonnantes et trébuchantes. Sa sœur Valentine de Pardieu épouse en secondes noces Pierre de Boubers (dit Blanor de Bouberch -Bernâtre)[9] écuyer, seigneur et vicomte de Bernâtre et Ivergni, sénéchal de Domart-en-Ponthieu. En juillet 1558, les mêmes troupes françaises sont repoussées par les Espagnols à Gravelines et subissent de lourdes pertes.

Une de ses filles, Antoinette de Pardieu épousa Charles d'Aumale, baron de Chuignolles (voir de Fontaines de Chuignolles ou Chignolle), seigneur de Haucourt et de Rancourt, chevalier de l'ordre de Saint-Michel, gouverneur du dauphin François, de Charles, duc d'Orléans qui furent envoyés en Espagne pour otages de l'exécution du traité de Madrid entre François Ier et Charles Quint.
Antoinette de Pardieu et Charles d'Aumale ont eu un fils Philippe d'Aumale, seigneur d'Haucourt décédé en 1528. Charles eut également un fils naturel, Jean d'Aumale, retrouve d'octobre 1554 à juin 1558 maréchal des logis à la compagnie des gendarmes de l'amiral de Coligny, comte de Chatillon
Son autre fille, Adrienne de Pardieu épouse Gilbert de Marle, seigneur de Neufbains et demeurant à Montgardé Aubergenville (décédé après 1574). Deux filles naissent de cette union.
- Françoise de Pardieu de Boudeville épouse en 1554 Pierre du Fay, seigneur de Saint-Thurien[12],[13] ;
- Anne de Pardieu, épouse de Pierre Davy décédé en 1575 ou 1576, a épousé en troisièmes noces Charles de Thiboutot seigneur de Lévemont, à la mort de ce dernier elle fit bâtir ou rebâtir le manoir de la Pailleterie à Bielleville.

### Branche d'Avremesnil
Marie du Moucel apporte en dot la terre d'Avremesnil. Elle épouse le 25 août 1583 Guy de Pardieu (fils de Nicolas III de Pardieu et Françoise Félicité de Chenevelles  marié 1544, seigneur d'Avremesnil, Bouelles, Mézy (Mézy-sur-Seine), Nesle, La Motte-Aubreton, gentilhomme ordinaire de la chambre du roi Louis XIII, il décède le 17 décembre 1625. Nicolas III de Pardieu et sa  dame, Françoise Félicité de Chenevelles, ordonnent la restauration de l'église Saint-Germain de Mézy-sur-Seine incendiée et en partie détruite par les Anglais pendant la guerre de Cent Ans.
- Philippe de Pardieu, escuier, seigneur et patron d'Avremesnil. Il réside dans son manoir seigneurial en 1698.
- Jacques de Pardieu (fils de Robert de Pardieu procureur du roi et Françoise du Bec-Crespin), marquis, seigneur de Maucomble, seigneur de Bailly-en-Rivière, il tue en duel René Alexandre de Fontaines, écuyer, seigneur de Mauconduit, comte de Wiry, capitaine au régiment d'Aunis (René Alexandre de Fontaines meurt donc sans descendance). En 1587, la châtellenie de Bailly-en-Rivière passe dans la famille d'Adrien de Pardieu, capitaine du port de Criel, tandis que Monthuit (ou Mauconhuit) reste possession de la famille de Castillon
- André de Pardieu, écuyer, sieur de Canteville ou Conteville.
- François de Pardieu, chef de la noblesse en Caux de Normandie, épouse Marie de Bailleul le 4 juin 1624 et ils ont au moins quatre fils dont Jacques Pardieu de Franquesnay vicomte d'Arques (fief situé à Avremesnil, en Seine-Maritime). Il décède en 1662.
- François de Pardieu de Franquesnay, sieur de). Ancien mousquetaire noir. Lieutenant de roi à l'Île de la Tortue (1676), gouverneur (intérim) à la Tortue et côte Saint-Domingue, repasse en France en 1687 pour mauvaise conduite, lieutenant de roi au Cap, tué en 1691 au combat de Limonade (Haïti) , il avait des propriétés au quartier Morin.
- Marie Gabrielle de Foucarmont, sa sœur, née à Mesnières le 22 août 1627 épousera en ce même lieu, le 4 novembre 1647, Jacques de Pardieu.
- Batiste de Pardieu, seigneur (1650) voir le dictionnaire des fiefs, seigneuries, chatellenies, etc. de l'ancienne[14].
- Anne Marie Marguerite de Pardieu (fille de Charles de Pardieu, chevalier, seigneur et patron d'Avremesnil et Constance Hippolyte de Montigny), épouse le 12 juillet 1683 Jean de Clercy, sieur d'Angiens et de Silleron.
- Guillaume de Pardieu, de Berteville, 1725, Normandie. Du pays de Caux, sa famille a possédé les fiefs de Maucomble, de Mezy, de Boudeville, d'Escotigny, d'Avremesnil, d'Aubreton, etc., et qui s'est alliée à celles d'Assigny, de Bailleul, de Bussy, du Croc, de Fautereau, de la Haye, de Lemoine, de Montigny, du Mesnil de Sommery, de Vaudricourt, de Saint-Domingue (voir Histoire de Saint-Domingue).
- Anne Françoise de Pardieu épouse le 23 septembre 1729 à Saint-Domingue, Alexandre Soulfour de Novile (1700-1750). Il est propriétaire à Jacquery d'une habitation au Terrier Rouge. Elle se remarie avec un capitaine de cavalerie, Christophe Peyre de Malerive, vers 1761.
- Louis Elisabeth de Pardieu, colonel du régiment des grenadiers de France, fils de Louis François Joseph de Pardieu (1711-1788), (comte d'Avresménil) et de Gabrielle Élisabeth de Beauvau, meurt maréchal de camp.
- Guy-Félix de Pardieu, capitaine puis chef d'escadron au régiment de Guyenne, fils de Charles et d'Anne Magdeleine Le Veyrier est né en 1758 à Saint-Christophe et décédé en 1799, seigneur de Vadancourt, Bray-Saint-Christophe, Bracheux, Hérouel et autres lieux, demeurant à Paris est élu député aux États généraux de 1789 pour le bailliage de Saint-Quentin puis devint le maire de cette commune en 1792, l'année suivante il brûle les titres de noblesses et titres féodaux.
  - Françoise de Pardieu d'Avremesnil épouse d’Antoine Deschamps de Boishébert[15] (voir aussi famille de Canteleu - Des Champs de Boishébert)
- Nicolas de Pardieu épouse Antoinette Sanguin fille de Antoine Sanguin, grand prévôt de Chablis, co-seigneur de Livry (voir Livry-Gargan)  avec son frère Jacques  et de Marie Simon[16].
- Centurion de Pardieu, seigneur de Boudeville épouse Judith de Clermont d'Amboise [17], fille de Georges de Clermont d'Amboise, marquis de Gallerende [18],[19]
- Marie Louise de Pardieu de Maucomble, sœur de madame Le Veneur de Catteville, cadette des deux filles de Louis de Pardieu, chevalier, marquis de Maucomble et de Bully, seigneur de Bailly-en-Rivière et de Gratte Panche (Cuverville-sur-Yères), et de Marie Le Veneur de Thillières.

Elle épouse, le 5 janvier 1714, Eustache Osmond, né le 5 novembre 1683, fils puîné de Jean Osmont et Anne Renée Mallard, chevalier, seigneur puis comte de Boitron, diocèse de Seez, du chef de sa mère et par lettres patentes de janvier 1720, de Médavy, Mélignyon et autres lieux, né le 5 janvier 1683, page du roi en sa petite écurie le 4/12/1702. Aide de camp du duc de Vendôme pendant la guerre d’Espagne. Sept enfants sont nés de cette union (voir Famille d'Osmond).
Marie Louise de Pardieu sera veuve en 1774.
- Gaston-Elisabeth-Armand de Pardieu décède le 20 octobre 1897 à son domicile situé au 4 rue des Jardins à Asnières [20].

## Filiation
- Nicolas de Pardieu (1370 à Avremesnil, gouverneur de la ville et du Comté d'Eu. Il épouse Perrette d'Assigny.
  - Martin de Pardieu, seigneur de Boudeville. En 1430, il épouse Marie de Sorent.
    - Robert II de Pardieu, seigneur de Montebourg, d'Ecotigny et de Boudeville. En 1460, il épouse  Jeanne d'Ussel.
      - Nicolas II de Pardieu, baron de Bouttevile, seigneur d'Escotigny, gouverneur de la ville et du Comté d'Eu. Il épouse Antoinette de Sanguin, puis en secondes noces, Austreberte de Pisseleu.
        - (1) Christophe de Pardieu, baron de Boudeville. Il épouse Anne de Clère.
        - (1) Françoise de Pardieu épouse son cousin Antoine II de Pardieu (voir ci-dessous).
        - (2) Anne de Pardieu épouse Pierre Davy, seigneur de La Pailleterie.
        - (2) Nicolas de Pardieu III, seigneur de Mézy. En 1544, il épouse Françoise de Chenevelles.
          - Guy de Pardieu, seigneur d'Avremesnil (du chef de son épouse), de Bouelles, de Nesle, de La Motte Aubreton et de Mézy, gentilhomme ordinaire du roi. Il épouse Marie du Moucel, héritière d'Avremesnil.
            - François du Pardieu ( -1662), chevalier, haut et puissant seigneur d'Avremesnil, Batiste, la Motte-Aubreton, Bouelle et Nesle, premier capitaine. Le 11 juillet 1624 à Angerville-Bailleul, il épouse Marie de Bailleul.
              - Charles de Pardieu (1627-1680), chevalier, marquis d'Avremesnil, haut et puissant seigneur et patron de Bouelle, Batiste et autres lieux. Le 13 septembre 1661 à Dieppe, il épouse Constance Hippolyte de Montigny.
                - Philippe de Pardieu (1674-1746), chevalier, marquis d'Avremesnil, seigneur de Bouelle, Villy, Nesle et autres lieux. Il est colonel d'infanterie, capitaine général de la capitainerie de Saint-Aubin, chevalier de l'ordre royal militaire de Saint-Louis. Il épouse Marie Geneviève du Maisniel.
                  - Joseph Louis François de Pardieu (d) (1711-1788), chevalier, comte d'Avremesnil. Il est major général de la capitainerie de Saâne et de Sainte-Marguerite, chevalier de l'ordre de Saint-Jean de Jérusalem. Le 17 février 1738, il épouse Gabrielle-Élisabeth de Beauveau.
                    - Louis Élisabeth de Pardieu (1739-1794), marquis de Pardieu, comte d'Avresmenil, seigneur des Monceaux. IL est colonel du Ier régiment des grenadiers de France en 1766, puis du régiment provincial d'Alençon, maréchal de camp. Le 25 juin 1763, il épouse Élisabeth Darquistade de Saint-Fulgent. Elle sera « dépossédée pour cause d'émigration » et recevra une indemnité[21].
                      - Louis Joseph Elisabeth Centurion (1767-1860), capitaine de cavalerie. En 1789, il épouse Antoinette de Bertier de Sauvigny.
                        - Caroline de Pardieu (d) (1797-1887)1887.09.01 - Faire-part de décès de Caroline de Pardieu épouse Frédy de Coubertin. épouse en 1821, Bonaventure Frédy de Coubertin (1788-1871), écuyer, seigneur de Coubertin.
                          - Charles Fredy, baron de Coubertin (1822-1908), artiste-peintre. Il épouse Agathe Marie-Marcelle Gigault de Crisenoy, petite-fille d'Achille Étienne Marie Gigault de Crisenoy.
                            - Pierre de Coubertin (1863-1937), historien et pédagogue.

                      - Victor Antoine de Pardieu (1772-1855), page de la Grande Écurie de Louis XVI, garde du corps de Louis XVIII dans la compagnie du Luxembourg. En 1804, il épouse Apolline de Maillet.
                        - Charles Louis Etienne de Pardieu (1811-1881). Le 26 janvier 1842 à Saint-Laurent-de-Brèvedent, il épouse Césarine de Houdetot (1820-1844), puis veuf, épouse en secondes noces le 13 février 1854 à Trézelles, Ernestine Françoise Préveraud de La Boutresse des Quillets.
                          - (2) Henri de Pardieu (1855-1895), marquis, maire d'Ecrainville. Le 30 mai 1882 à Paris, il épouse Marie Françoise Gabrielle de Joybert.
                            - Nicole de Pardieu  (1883-1965)
                            - Jeanne de Pardieu  (1886-1970) épouse en 1913, Richard comte de Reviers de Mauny.
                            - Charles de Pardieu (1890-1915), mort pour la France.

                        - Louis Jule Émile Victor de Pardieu (1825-1894) épouse le 5 février 1860 à Lisieux, Léontine de La Rouvraye de Sapandré ; puis Hélène Wilson en secondes noces en 1877.
                          - (2) Jean de Pardieu (1878-1961) épouse Odette Lemercier de Maisoncelle Vertille de Richemont (1880-1919), puis veuf, il épouse en secondes noces, Eliane du Fresne de Beaucourt (1895-1980) le 8 décembre 1920 à Bosc-Bénard-Commin.
                            - (1) Louis de Pardieu (1911-2003) épouse Marie-Thérèse Sandrot (1911-2005) d'où descendance[22].
                              - François de Pardieu (d) (1946), maire de Saint-Ciers-de-Canesse, conseiller communautaire de Blaye.

                            - (2) Dominique de Pardieu épouse Jeanne Françoise Lanne, d'où descendance[22].
                            - (2) Françoise Catherine Stéphanie Marie Geneviève de Pardieu (1926-2012), auteure de l'ouvrage Mon père, Jean de Pardieu, publié en 1979, 186 pages.

            - Guy du Pardieu ( -1662) épouse en 1632, Marie Le Gay.
              - François du Pardieu (1632-1680) épouse en 1661, Suzanne Le Clerc.
                - François du Pardieu (1678-1720), sieur de Berteville, lieutenant colonel de milice. En 1706 à Haïti, il épouse Anne du Millot.
                  - Charles III de Pardieu, chevalier de Saint-Louis, commandant pour le Roi au Petit Goav. En 1755, il épouse Anne-Madeleine-Félix Le Veyrier.
                    - Guy-Félix de Pardieu, maire de Saint-Quentin, député de la noblesse en 1789 pour le bailliage de Saint-Quentin. Le 12 novembre 1783, il épouse Sophie Lelong, dame de Vadancourt.
                      - Félix-René de Pardieu (1786-1848), garde-du-corps de Louis XVIII. Le octobre 1809, il épouse Gabrielle Pauline d'Ollone.
                        - Félix de Pardieu (1812-1879), page de Charles X. Le 16 mai 1842 à Bruxelles, il épouse Pauline Desmanet de Boutonville.
                        - Ernest de Pardieu (1829-1879), inspecteur général des Haras nationaux. Le 2 mai 1854, il épouse Sophie Pétronille d'Amandre.
                          - Louis Félix René de Pardieu (1855-1935)[23],[24], directeur général des Haras nationaux.
                          - Anatole de Pardieu (1871-1938) épouse Clotilde Guérin.
                            - Guy de Pardieu (1902-1982) épouse  Anne Marie Céline Cécile Giard (1912-1999), d'où descendance.
                            - Gilles de Pardieu (1907-1969) épouse Marion Thompson, d'où descendance.

  - Nicolas II de Pardieu, chevalier, seigneur du Til. En 1426, il épouse Colette d'Estrimont.
    - Nicolas III de Pardieu, chevalier, seigneur du Til et de Grattepense. En 1448, il épouse Marguerite Le Moine.
      - Antoine II de Pardieu, écuyer, seigneur de Maucomble et de Grattepense. En 1522, il épouse sa cousine Françoise de Pardieu (voir ci-dessus)
        - Adrien de Pardieu, écuyer, seigneur de Grattepence, Maucomble et Bailly-en-Rivière, capitaine du port de mer de Criel. En 1557, il épouse Marguerite de Bucy.
          - Jacques I de Pardieu, châtelain de Maucomble, lieutenant des gendarmes du Comté de Saint Paul. Le 7 juillet 1606, il épouse Françoise Crespin du Bec, dame de Vaudancourt.
            - François II de Pardieu, mestre de camp mort sans enfants à l'armée de Piémont en 1644.
            - Jacques II de Pardieu, seigneur et marquis de Bailly-en-Rivière, seigneur de Maucomble. En 1647, il épouse Marie Gabrielle de Fautereau.
            - Marguerite de Pardieu, dame de Maucomble épouse en 1624, Jean de Boulainvilliers, comte et seigneur de Saint-Saire, seigneur de Nesle, de Beaubec, du Mesnil-Mauger.
            - Élisabeth de Pardieu, supérieure des Ursulines à Eu.
            - Catherine de Pardieu, religieuse à l'hôpital de Vernon.

## Héraldique
- 4 blasons polychromes des 4 familles qui furent seigneurs de Bouelles ; de Chenevelles, de Pardieu, dont un blason ; d'azur au sautoir accompagné de 4 aigles d'or.
- D'or, au lion couronné de gueules
- De Pardieu de Bouteville. De gueules au sautoir d'or, accompagné de quatre aiglettes du même.
- Valentin de Pardieu : « d'or au chevron d'azur accompagné de 3 molettes de gueules » - cimier « un tête et col de cygne d'argent becqueté d'or ».

### Blasons
- Famille de Pardieu (Normandie) : D'or, au lion couronné de gueules

Valentin de Pardieu, seigneur d'Esquelbecq, d'or au chevron d'azur accompagné de trois étoiles de gueules. Selon les historiens ce dernier serait issu de la branche cadette des barons de Bouteville (dans l'Eure) et Escotigny.[réf. nécessaire]

### Devise
- « Vaincre ou mourir », provenant de Valentin de Pardieu.

## Alliances
Familles d'Ollone, de Mercastel, de l'Épée, Pisseleu, Beauvau, La Porte-Lalanne, Osmond, Chenevelles, Sanguin de Livry, Bailleul , Marcotte, Boubers, etc.

## Hommages
La commune de Saint-Quentin a donné le nom de « rue Félix de Pardieu » à l'une de ses voies.
La Société d'encouragement à l'élevage du cheval français (SECF) crée en 1948 le prix de Pardieu en hommage à René de Pardieu (1855-1935), directeur général des Haras nationaux.
La commune du Havre a donné le nom de « rue de Pardieu » en souvenir de Valentin de Pardieu qui fit construire un pont entre Gravelines et Le Havre, et fit entrer des troupes espagnoles dans la région.